# Газовый инфракрасный обогреватель
Газовый инфракрасный обогреватель — разновидность теплового оборудования, обогреватель, используемый для нагрева предметов и обогрева помещений с помощью инфракрасного излучения.
Главным показателем, характеризующим энергоэффективность газового инфракрасного обогревателя, является лучистый КПД. Показатель лучистого КПД отражает процент энергии, преобразованной в тепловое излучение, достигающее отапливаемой зоны. Современные газовые инфракрасные обогреватели достигают в произведенном лучистом КПД — 80 %.

## Принцип действия
Попадая на Землю, тепловое излучение Солнца нагревает её поверхность: грунт, камни, деревья, воду и т. д., и лишь потом от контакта с ними нагревается воздух.
Инфракрасные обогреватели действуют так же. Обычно располагаясь в помещениях на высоте от 4 до 32 метров, они, как маленькие солнца, направляют теплые лучи вниз. Нагрев помещения производится путём прямого воздействия инфракрасных лучей на поверхности: пол, нижнюю зону наружных стен, оборудование, людей.
Нагретые поверхности поглощают тепло в первую очередь, и только потом от них начинается процесс теплоотдачи в окружающий воздух. В этом и состоит принцип работы инфракрасных обогревателей и сама суть инфракрасного отопления. При таком методе отопления поверхности предметов теплее окружающего воздуха на 7-10°С.

## Конструкция
Основными элементами конструкции газового инфракрасного обогревателя являются:
- Корпус, в котором смешивается газ и воздух, образуя газовоздушную смесь;
- Перфорированные жаростойкие керамические плитки, на внешней поверхности которых происходит сжигание полученной смеси.

Одной из конструктивных разновидностей газовых инфракрасных обогревателей, использующих тот же принцип лучистого нагрева, являются инфракрасные трубчатые газовые обогреватели, основными элементами конструкции которого являются:
- Дутьевая горелка, в которой смешивается газ и воздух, образуя газо-воздушную смесь;
- Излучающие металлические трубы внутри которых происходит сжигание полученной смеси.

## История создания

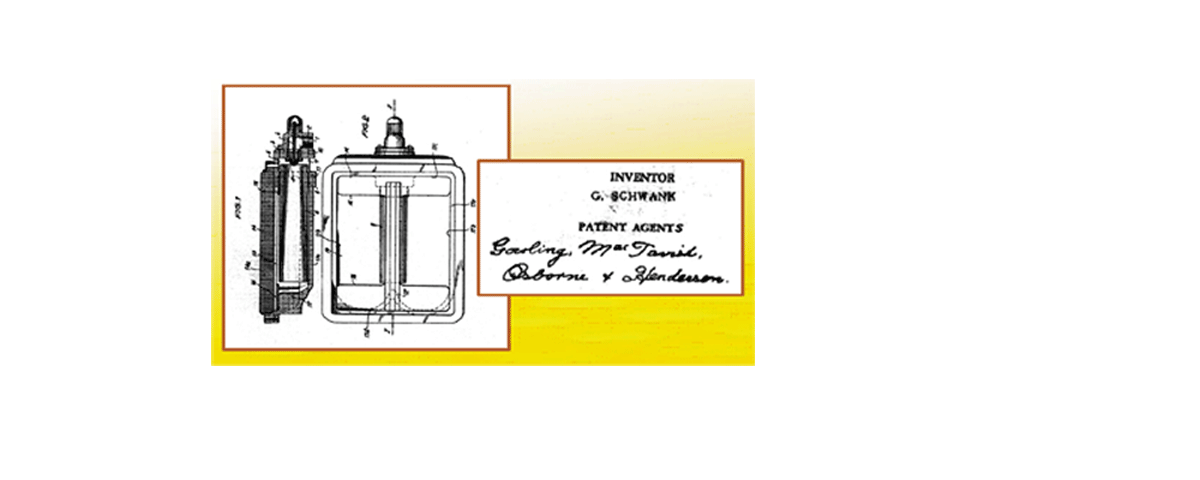
Патент № 1 инфракрасной газовой горелки

Первый газовый инфракрасный обогреватель был изобретён и запатентован в 1938 году немецким конструктором Гюнтером Шванком (сегодня его имя носит крупнейший мировой производитель инфракрасного газового оборудования — компания Schwank).